# 穿裘皮的维纳斯 (2013年电影)
《穿裘皮的维纳斯》（法語：La Vénus à la fourrure）是一部2013年法国剧情片，导演为羅曼·波蘭斯基。入围第66屆坎城影展主竞赛单元。
本片改编自David Ives所著的戏剧，由David Ives与波蘭斯基联合编剧。戏剧的灵感来源于利奧波德·範·薩克-馬索克所写的小说《穿裘皮的维纳斯》。
影片获得第39届法国凯撒电影奖最佳影片、导演、男主角、女主角和改编剧本共计五项提名，波蘭斯基赢得第四座凯撒奖最佳导演奖。

## 剧情
讲述在巴黎的一家剧院里，前来试镜的女演员万达与编剧兼导演托马斯共同排演戏剧《穿裘皮的维纳斯》的故事。

## 角色
- 艾曼纽·塞涅 - Vanda
- 馬修·亞瑪希 - Thomas

## 评价
本片从头到尾都只有两个演员出现，这是电影史上的第一次。在这90分钟的片长里，电影对时间线不中断、不剪辑，完整的戏剧冲突被镜头语言再现了出来。它被一些媒体誉为“完美与大师之作。”